# Patriota do caminhão

O comerciante Junior Cesar Peixoto pendurado no para-brisa de um caminhão em movimento.

Patriota do caminhão ou bolsonarista do caminhão é um meme de internet que surgiu a partir de gravações de um apoiador do então presidente Jair Bolsonaro pendurado no para-brisa de um caminhão em movimento. O episódio foi protagonizado pelo pernambucano Junior Cesar Peixoto, que, durante um bloqueio na BR-232, subiu no para-brisa de um caminhão para impedir a passagem do veículo. No entanto, o motorista não parou e seguiu por alguns quilômetros com o manifestante pendurado.
As gravações se tornaram virais e foram compartilhadas com variadas trilhas sonoras e montagens em pontos turísticos do mundo afora. Por sua vez, Peixoto não gostou da repercussão e excluiu os perfis das redes sociais.

## Contexto
Em 30 de outubro de 2022, Luiz Inácio Lula da Silva foi eleito presidente do Brasil, derrotando o então mandatário, Jair Bolsonaro. Logo após a vitória do candidato do Partido dos Trabalhadores, apoiadores de Bolsonaro bloquearam rodovias e estradas por todo o país e apoiaram um golpe de Estado.
Na BR-232, o comerciante Junior Cesar Peixoto, residente de Caruaru, subiu no para-brisa de um caminhão para impedir que o veículo ultrapassasse o bloqueio dos manifestantes. O motorista, no entanto, não parou e Peixoto ficou por alguns quilômetros pendurado.

## Repercussão
O caso logo virou um meme de Internet e passou a ser compartilhado em redes sociais como Facebook, Instagram e Twitter. Os usuários das redes sociais colocaram trilhas sonoras nos vídeos e fizeram inúmeras montagens com o caminhão em pontos turísticos do mundo e cenas de filmes. O cartunista Genildo Ronchi ilustrou o meme em sua famosa charge do ônibus. O meme teve a popularidade observada por vários jornais, tais como Estado de Minas, Folha de S.Paulo, G1 e Metrópoles.
Por outro lado, Peixoto não gostou da repercussão, afirmando que se sentiu "muito exposto" nas redes sociais, onde demonstrava apoio a Bolsonaro. Mais tarde, em decorrência do meme, excluiu seus perfis das redes sociais.
Discorrendo sobre a vergonha dos manifestantes, o colunista da Folha de S.Paulo Tony Goes considerou o Patriota do Caminhão como o campeão e afirmou: "na falta de humorísticos na TV aberta, rimos dos palhaços da vida real". Na mesma linha de raciocínio, Gustavo Poli, do jornal Globo, comparou a situação com uma partida de futebol. Já para a jornalista do UOL Milly Lacombe, o Patriota do Caminhão estetizou o "golpe fracassado".
No contexto jurídico, a revista Exame e os portais de notícias UOL e Yahoo! repercutiram as infrações cometidas pelos envolvidos. O especialista em direito do trânsito Alex Monteiro afirmou que o motorista poderia ser autuado por ameaçar a vida do pedestre que estava em via pública, conforme o artigo 170 do Código de Trânsito Brasileiro e o artigo 132 do Código Penal. Já o bolsonarista poderia ser punido por cercear a circulação sem autorização da autoridade responsável pela via.